# Platycytoniscus granulatus
Platycytoniscus granulatus är en kräftdjursart som beskrevs av Manicastri och Stefano Taiti 1987. Platycytoniscus granulatus ingår i släktet Platycytoniscus och familjen Philosciidae. Inga underarter finns listade i Catalogue of Life.